# 大陽製粉
大陽製粉株式会社（たいようせいふん、英: TAIYO FLOUR MILLING Co.,Ltd.）は、製粉会社。

## 概要
主なる事業は、製粉、飼料、営業サイロ、食品の4部門となっている。多様化が進む中、安全・安心を考え、小回り性を活かしつつ、地域に密着した事業展開を図る。
製粉部門は最新鋭設備を備え、多目的な用途、要望に応じた高品質の小麦粉と副産物のふすま（全国に先駆けて開発した「スーパーせんかん」）の製造、販売を行う。併せて食の安全と安心の確保と地域のご要望に応じて石臼で碾いた小麦粉、ライ麦粉、そば粉の製造、販売にも力を入れている。

## 社名の由来
「たいようせいふん」なのに「太陽」ではない社名の由来は、鹿野アサエ初代社長夫人にあり「なにか一つくらい不足していた方が未来に向かって頑張れる」、点がないのは、このためである。

## 沿革
- 1943年（昭和18年）5月 - 八女精麦有限会社として発足。
- 1948年（昭和23年）7月 - 八女糧食株式会社に社名変更。
- 1952年（昭和27年）2月 - 製粉工場竣工。
- 1958年（昭和33年）4月 - 農林水産省よりふすま専門工場に指定される。
- 1960年（昭和35年）8月 - 大陽製粉株式会社に変更。
- 1971年（昭和46年）3月 - 福岡飼料工場竣工、操業開始。
- 1979年（昭和54年）5月 - 新本社工場竣工落成式。
- 1983年（昭和58年）6月 - 第四代社長に古賀脩平就任。
- 1993年（平成 5年）7月 - 新館落成。
- 2000年（平成 8年）12月 - 石臼製粉設備。
- 2001年（平成13年）3月 - 国際標準化機関ISO9002認証取得。
- 2003年（平成15年）4月 - 国際標準化機関ISO9001（2000年版）認証取得。
- 2006年（平成18年）9月 - 定温倉庫設備。

## 工場
- 本社工場（福岡市中央区）
- 筑後工場（福岡県筑後市大字和泉328番地）

### 子会社
- 株式会社サンエー（福岡市中央区）（食品・飼料・機械類の販売）
- 山口運送有限会社（福岡県筑後市）（物流・運送会社）

## 主な製品
- 小麦粉（パン用・菓子用・麺用・中華麺用）
- 石臼小麦粉　月いずみ
- 麦のカイロ　たいよう君
- 島原手延素麺
- 島原手延べそうめん ito - 糸
- 素麺・イカ墨麺・唐辛子麺　三色麺
- 手延べひやむぎ
- 五島手延うどん